# Daiki Ogawa
Daiki Ogawa (jap. 小川大貴 Ogawa Daiki; ur. 16 października 1991 w prefekturze Shizuoka) – japoński piłkarz występujący na pozycji obrońcy, zawodnik Júbilo Iwata.

## Życiorys

### Kariera piłkarska
Od 2014 roku jest zawodnikiem japońskiego klubu Júbilo Iwata, umowa do 31 stycznia 2020.

## Sukcesy

### Klubowe
Júbilo Iwata
- Zdobywca drugiego miejsca J2 League: 2015